# Acusilas malaccensis
Acusilas malaccensis är en spindelart som beskrevs av Murphy 1983. Acusilas malaccensis ingår i släktet Acusilas och familjen hjulspindlar. Inga underarter finns listade i Catalogue of Life.